# Gmina Ruma
Gmina Ruma (serb. Opština Ruma / Општина Рума) – gmina w Serbii, w Wojwodinie, w okręgu sremskim. W 2018 roku liczyła 51 639 mieszkańców.